# Wuling Rongguang
Wuling Rongguang – samochód osobowo-dostawczy typu mikrovan klasy subkompaktowej produkowany pod chińską marką od Wuling od 2008 roku.

## Historia i opis modelu

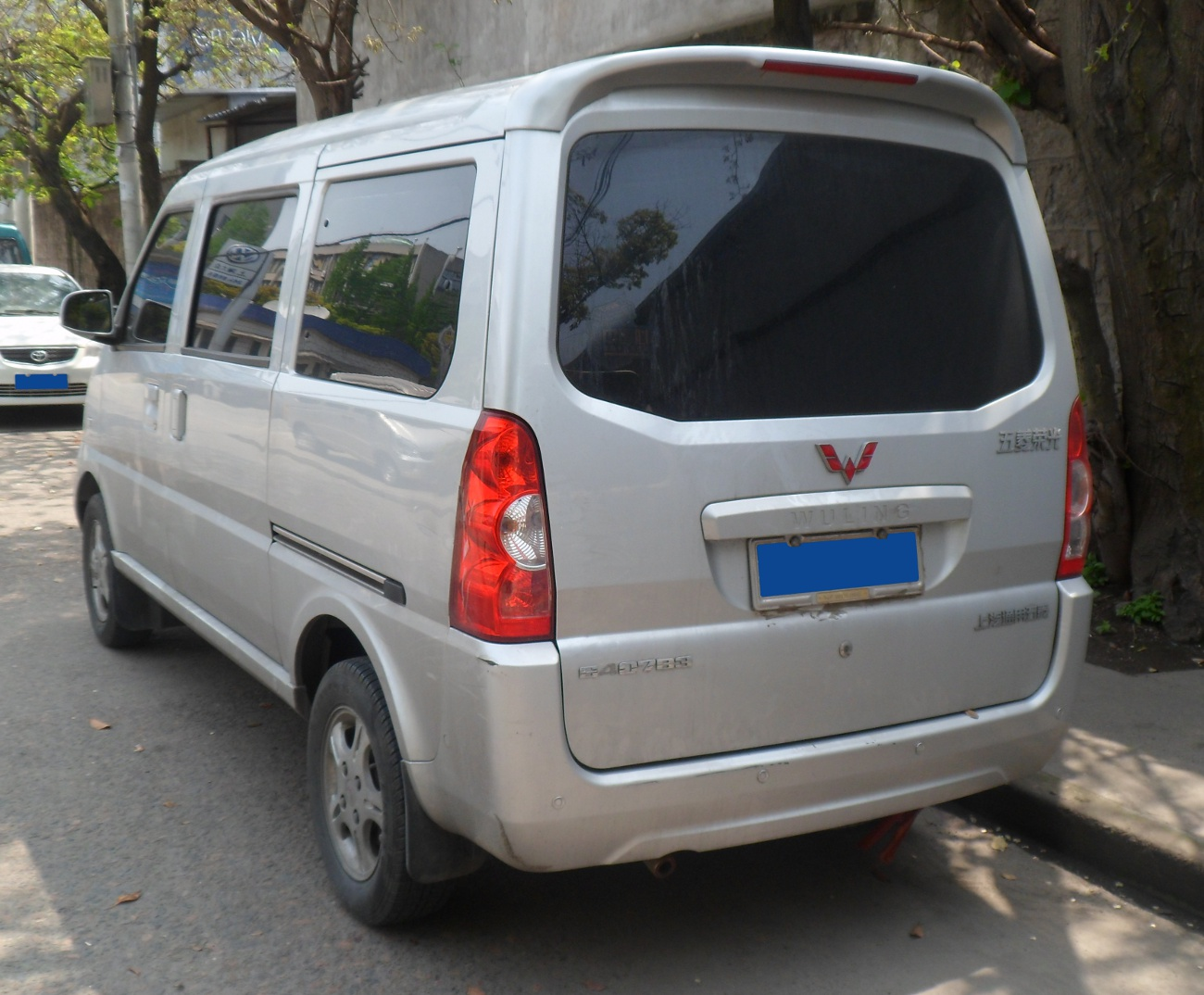
Wuling Rongguang - tył

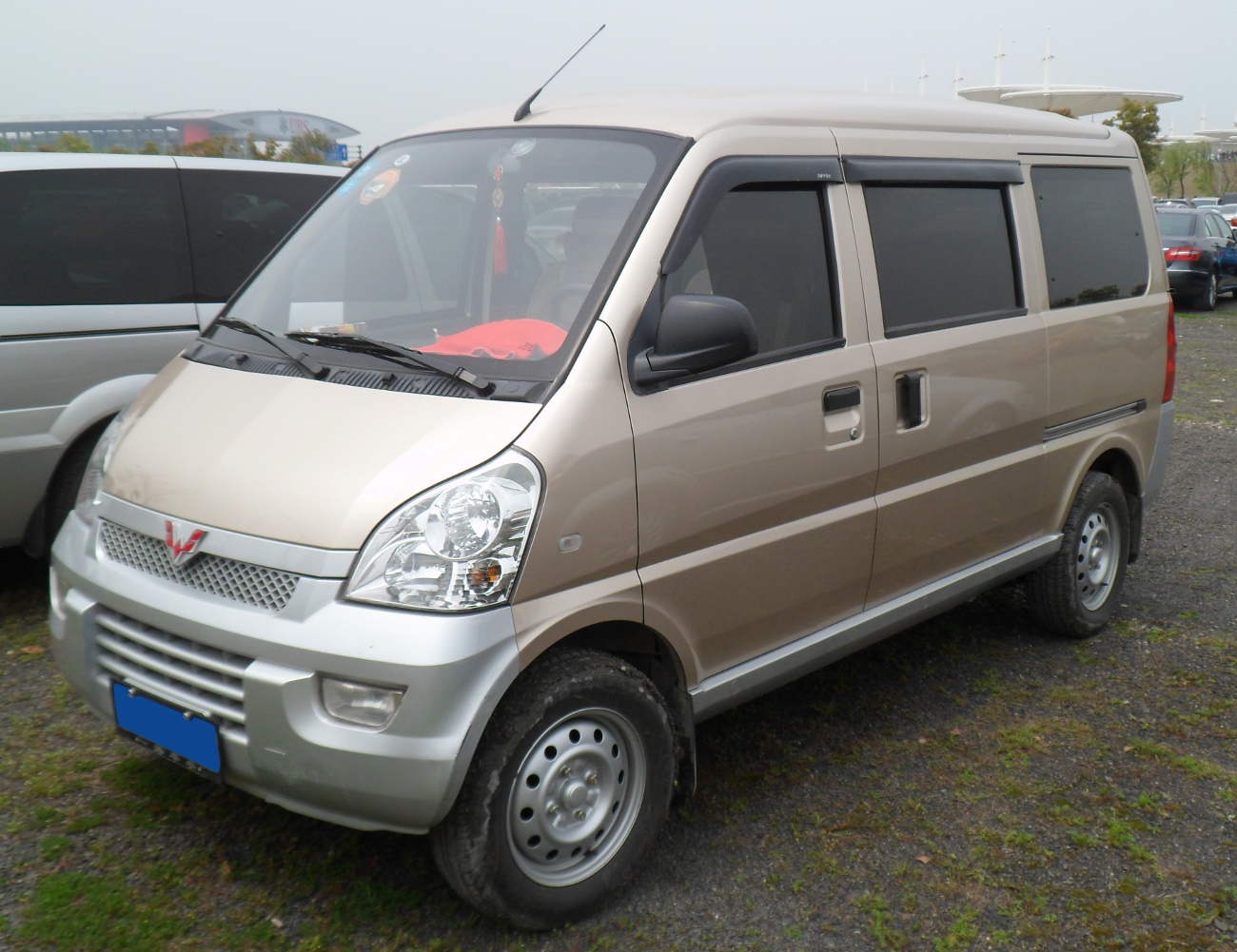
Wuling Rongguang po liftingu

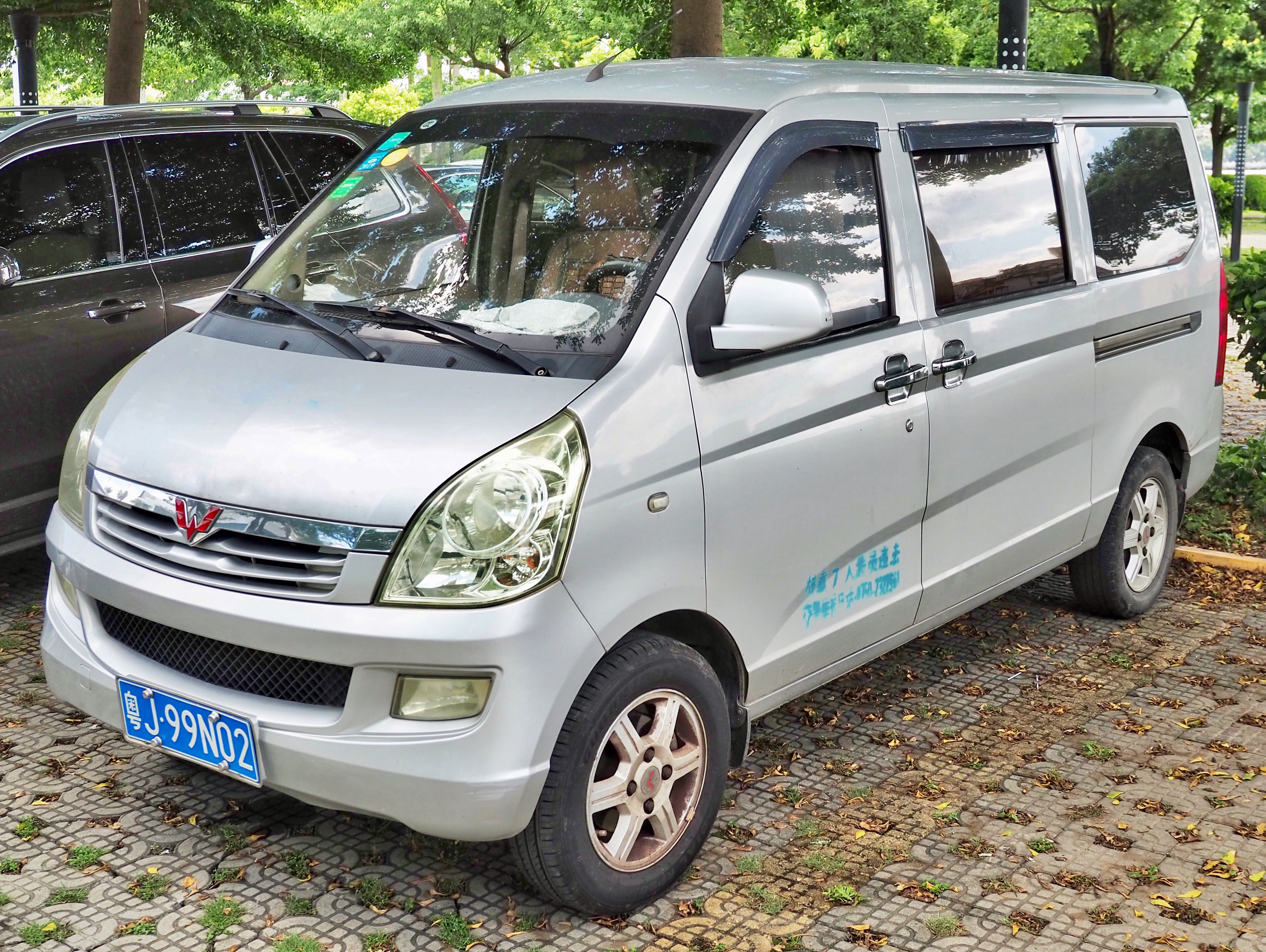
Wuling Rongguang S

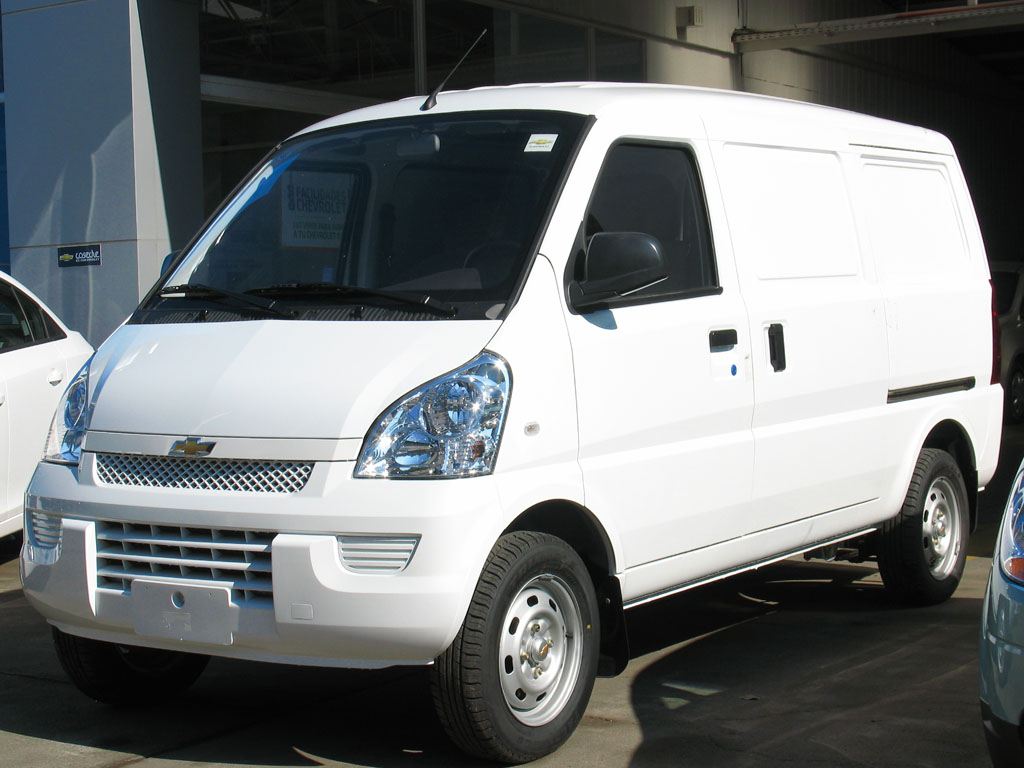
chilijski Chevrolet N300

Rongguang poszerzył ofertę Wulinga w kwietniu 2008 roku jako nowy, niewielki mikrovan stanowiący odpowiedź chińskiego producenta na Suzuki Carry. Samochód przyjął typowe dla produktów marki proporcje, zyskując jednobryłową sylwetkę z wąskim, wysokim nadwoziem i ściętą maską, a także przesuwanymi bocznymi drzwiami i dużą, odchylaną do góry klapą bagażnika.
Samochód trafił do sprzedaży zarówno jako 8-osobowy mikrovan oferujący 3 rzędy siedzeń dla pasażerów, a także furgon umożliwiający wygospodarowanie za pierwszym rzędem siedzeń duże, ustawnej przestrzeni transportowej lub 2 i 4-drzwiowy pickup ze skrzyniowym, otwartym przedziałem.

### Rongguang S
W listopadzie 2013 roku chiński producent przedstawił topowy wariant o nazwie Wuling Rongguang S. Pod kątem wizualnym obszernie zrestylizowaną karoserię, z większymi i wyżej osadzonymi reflektorami, a także przeprojektowanymi zderzakami oraz obszerniejszą atrapę chłodnicy.
Pojazd zyskał także przestronniejsze nadwozie, a także dopracowano go pod kątem wystroju kabiny pasażerskiej, zapewniając komfort jazdy zbliżony do samochodów osobowych.

### Lifting
W 2012 roku Wuling Rongguang przeszedł drobną restylizację nadwozia, która ograniczyła się do zmian wizualnych i nowych dostępnych lakierów nadwozia. Najwięcej zmian przeszła przednia część nadwozia - zmienił się kształt wlotów powietrza, a także układ halogenów.

### Rongguang EV
W maju 2020 roku chiński producent przedstawił model o nazwie Wuling Rongguang EV charakteryzujący się w pełni elektrycznym napędem. Układ napędowy pojazdu utworzył silnik elektryczny rozwijający moc 80 KM, a także maksymalny moment obrotowy 220 Nm i prędkość maksymalną 100 km/h.
Ponadto, układ elektryczny współtworzy bateria litowo-jonowa o pojemności 42 kWh, oferując także funkcję szybkiego ładowania. Zasięg modelu na pełnym ładowaniu wynosi 252 kilometrów w wariancie elektrycznym oraz 300 kilometrów w wersji osobowej.

### Sprzedaż
Wuling Rongguang powstał nie tylko z myślą o wewnętrznym rynku chińskim, ale także z przeznaczeniem dla rynków eksportowych jak Tajlandia, Indonezja i Singapur. W 2012 uruchomiono produkcję modelu pod marką Chevrolet w Egipcie i Indiach jako Chevrolet Move, z kolei od 2016 roku samochód jest eksportowany Chevrolet N300 do Kolumbii, Chile i Peru.

### Silniki
- L4 1.2l LAQ
- L4 1.5l

### EV50

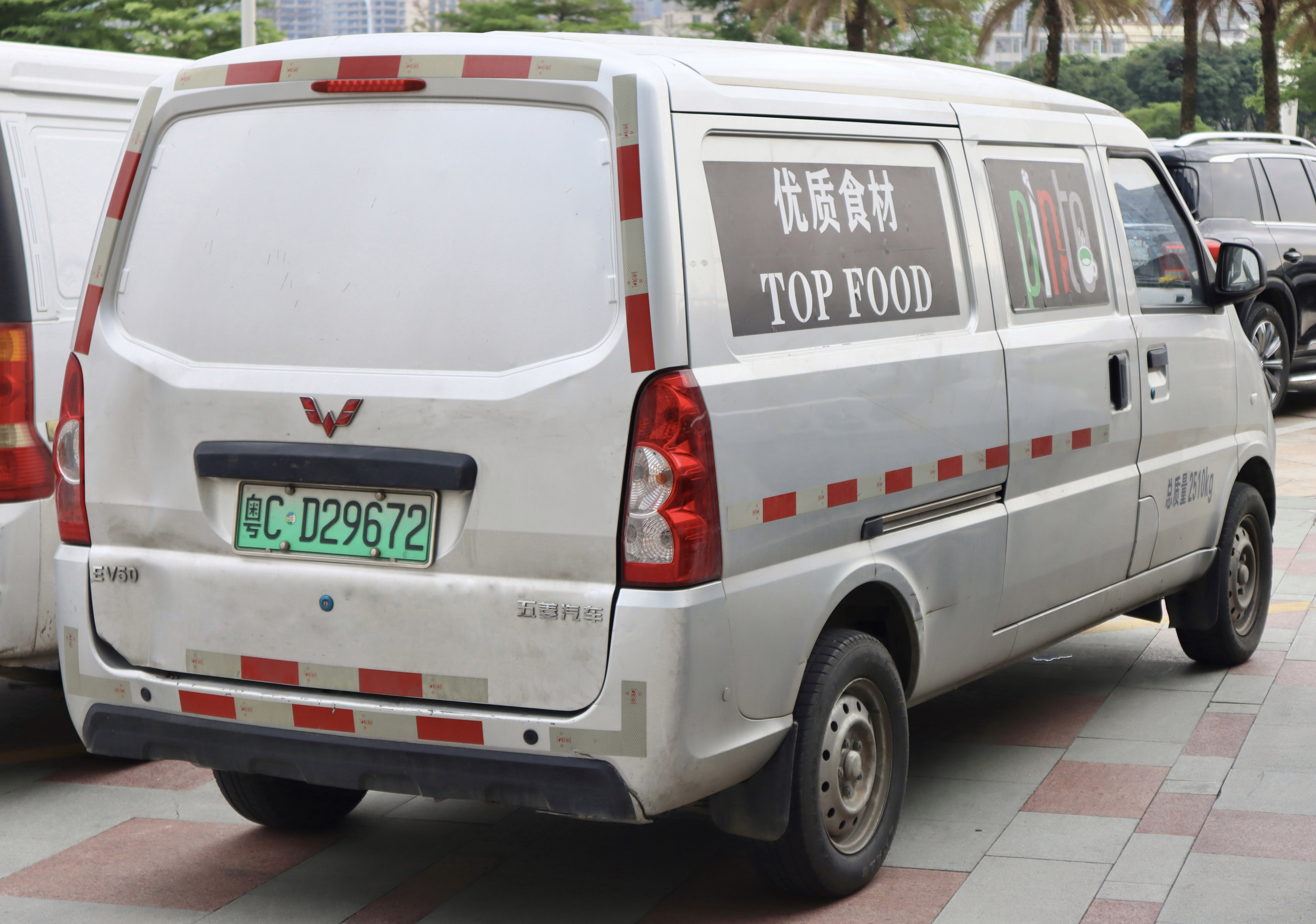
Wuling EV50 - tył

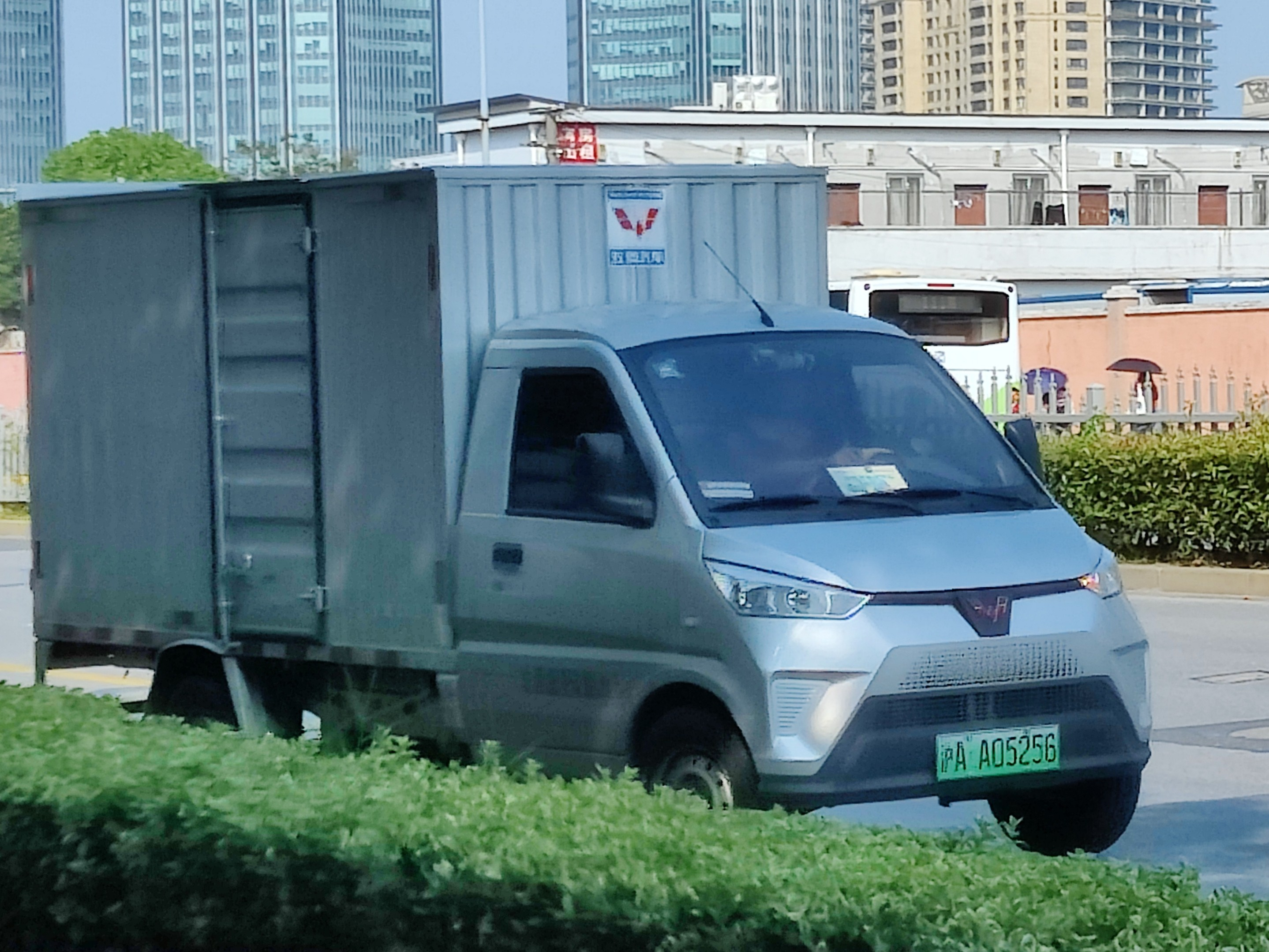
Wuling EV50 Pickup

Wuling EV50 został przedstawiony po raz pierwszy w 2020 roku.
Niezależnie od odmiany Rongguang EV, na bazie Wulinga Rongguang Guangxi Auto opracował także kolejną odmianę elektryczną o nazwie EV50 opartą o płytę podłogową z wydłużonym rozstawem osi. Pod kątem wizualnym przeszła ona obszerną modernizację pasa przedniego, zyskując agresywnie stylizowane, wysoko osadzone reflektory, a także wąską plastikową nakładkę między nimi z centralnie umieszczonym logo, nawiązując do osobowych modeli Wulinga.

### Sprzedaż
Pierwotnie Wuling EV50 został zbudowany wyłącznie z myślą o rodzimym rynku chińskim, gdzie trafił do sprzedaży w połowie 2020 roku. We wrześniu 2021 roku na podstawie partnerstwa Guangxi Auto z zarządzanym przez Sokon Group amerykańskim startupem ELMS, uruchomiono produkcję także w mieście Mishawaka w dawnej fabryce AM General. Pojazd otrzymał nazwę ELMS Delivery Van jako samochód dla rynku amerykańskiego, gdzie do października 2021 w całych Stanach Zjednoczonych zebrano przeszło 1 tysiąc zamówień.

### Dane techniczne
Samochód zyskał bogatszą gamę wariantów napędowych w stosunku do modelu Hongguang EV, która złożyła się z dwóch odmian. Podstawową napędziła bateria o pojemności 41,86 kWh oferująca zasięg na jednym ładowaniu do 245 kilometrów, z kolei topową wyposażono w większą baterię o pojemności 43,2 kWh umożliwiającą przejechanie 300 kilometrów na jednym ładowaniu.